# Arnfinn Karlstad
Arnfinn Karlstad (* 21. Januar 1932 in Rælingen; † 29. Februar 2008) war ein norwegischer Skispringer.

## Werdegang
1953 wurde Karlstad bei der gut besetzten Schweizer Springertournee Zweiter der Gesamtwertung. Karlstad startete bei der Vierschanzentournee 1955/56. Beim Neujahrsspringen auf der Großen Olympiaschanze in Garmisch-Partenkirchen erreichte er Platz 14 und lag damit nach der Tournee mit 205 Punkten auf Rang 37 der Gesamtwertung.
1952 sprang Karlstad auf dem Skuibakken in Bærum auf 85,5 Meter und stellte damit einen neuen Schanzenrekord auf, der sechs Jahre Bestand hatte.

## Erfolge

### Vierschanzentournee-Platzierungen
| Saison  | Platz | Punkte |
| ------- | ----- | ------ |
| 1955/56 | 37.   | 205,0  |